# 国道417号

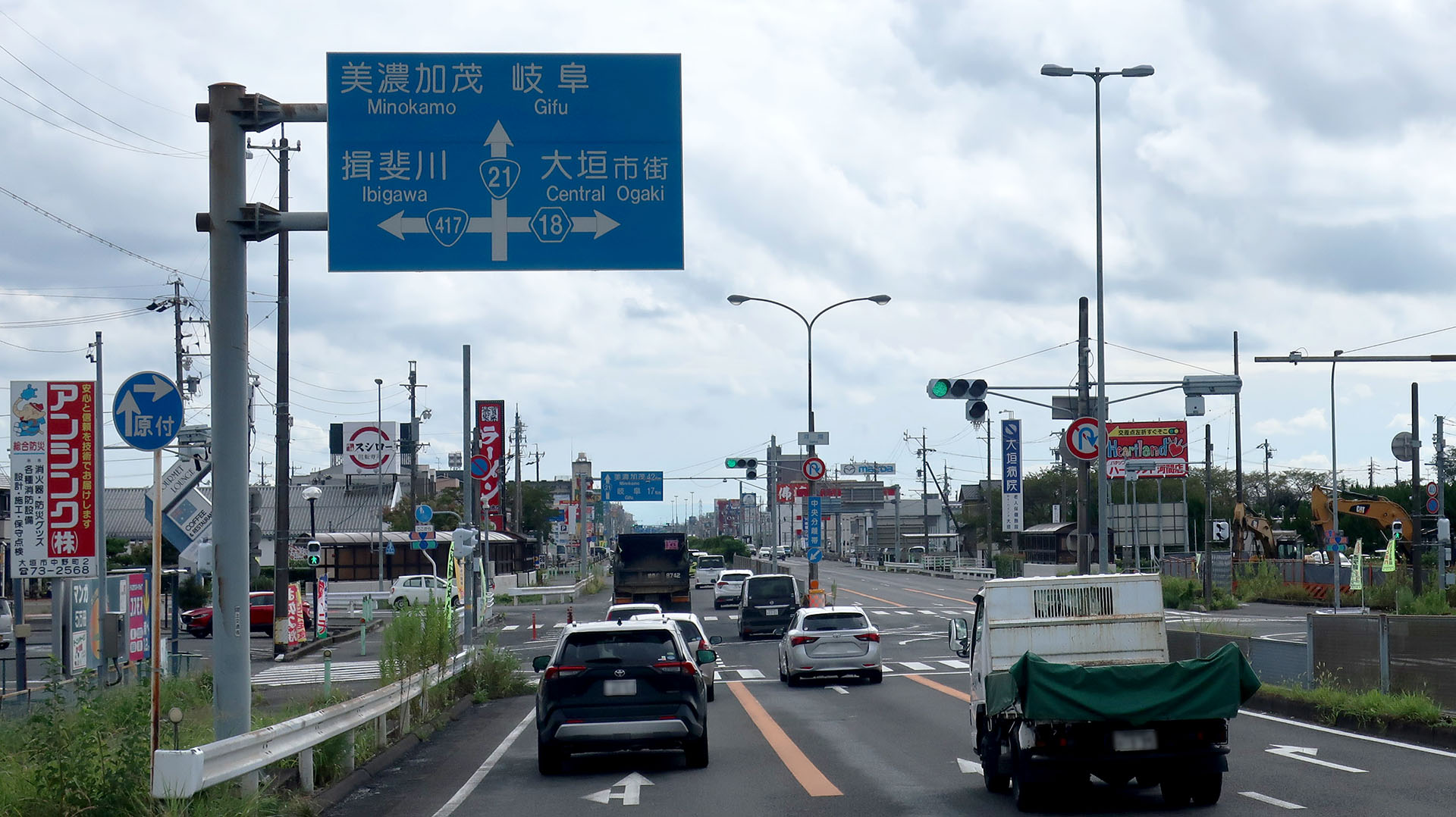
国道417号の旧起点
岐阜県大垣市（旧）河間交差点（2024年10月31日以前。2024年11月1日以降は東寄りの（新）河間交差点が交点））

国道417号（こくどう417ごう）は、岐阜県大垣市から福井県南条郡南越前町に至る一般国道である。

## 概要

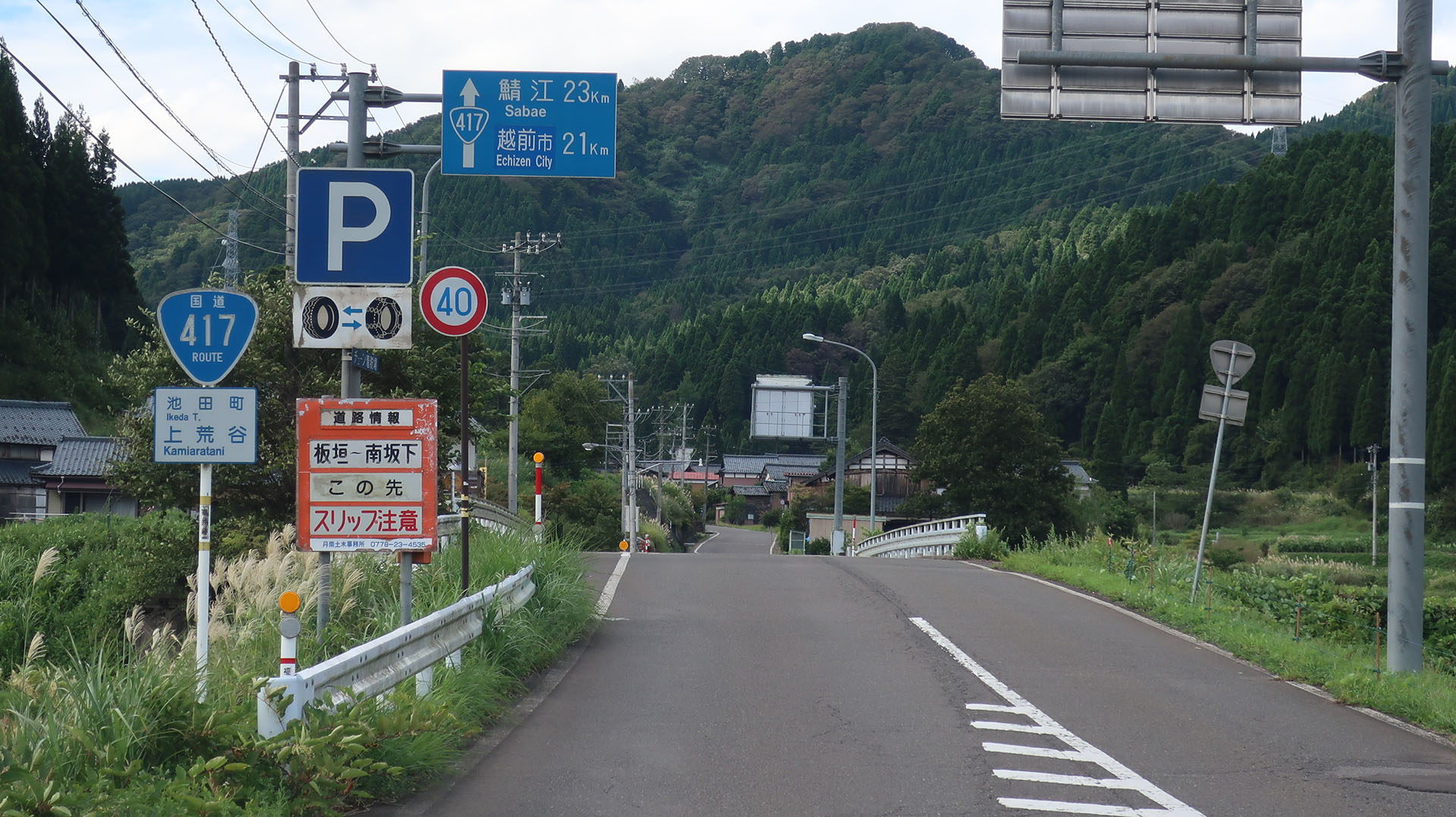
福井県今立郡池田町上荒谷
（2020年9月撮影）

起点の岐阜県大垣市から、西濃地域を北上し、徳山ダム建設工事に関連し全住民が退去して廃村となった旧徳山村（現・揖斐川町）や、岐阜県池田町と福井県池田町の2つの池田町を通る。このうち、揖斐川・足羽川の両源流域を通り抜ける岐阜・福井県境は冠山峠道路が国土交通省近畿地方整備局福井河川国道事務所により整備され、2023年（令和5年）11月19日に開通、これにより本路線が全区間で通年通行可能なルートとして繋がった。両県境を越える通年通行路は自動車専用道路である中部縦貫自動車道（国道158号油坂峠道路）に続く2本目となった。
その後、嶺北地方南部（丹南地域）に位置する鯖江市や、西端である丹生郡越前町を経由し、以後、国道365号や国道305号との重複となり、終点の南条郡南越前町（旧河野村）に至る路線である。
福井県丹生郡越前町の織田北交差点（国道365号交点）から終点までは国道365号・国道305号の重複区間であるため表記がない。また、その終点が重複する国道305号と同じ南越前町であっても場所が異なる。

### 路線データ
一般国道の路線を指定する政令に基づく起終点および重要な経過地は次のとおり。
- 起点：大垣市（河間交差点 = 国道21号交点）
- 終点：福井県南条郡河野村[注釈 3]（桜橋交差点 = 国道8号交点、国道305号上）
- 重要な経過地：岐阜県揖斐郡揖斐川町、同郡藤橋村[注釈 4]、福井県今立郡池田町、同郡今立町[注釈 5]、鯖江市、同県丹生郡織田町[注釈 6]、同郡越前町
- 総延長 : 151.4 km（福井県 87.9 km、岐阜県 63.5 km）重用延長を含む[5][注釈 7]。
- 重用延長 : 51.9 km（福井県 33.7 km、岐阜県 18.2 km）[5][注釈 7]
- 未供用延長：なし[5][注釈 7]
- 実延長 : 99.5 km（福井県 54.2 km、岐阜県 45.3 km）[5][注釈 7]
  - 現道 : 99.5 km（福井県 54.2 km、岐阜県 45.3 km）[5][注釈 7]
  - 旧道 : なし[5][注釈 7]
  - 新道 : なし[5][注釈 7]
- 指定区間：なし[6]

## 歴史
- 1981年（昭和56年）4月30日 - 一般国道の路線を指定する政令の一部を改正する政令（昭和56年4月30日政令第153号）に基づき、主要地方道大垣揖斐川線の一部、一般国道303号の一部、主要地方道鯖江藤橋線、一般国道8号の一部[注釈 8]、主要地方道四ケ浦神明線、主要地方道武生越前線の一部、一般国道305号の一部を一般国道417号（大垣市 - 福井県南条郡河野村）として指定公布[7]。
- 1982年（昭和57年）4月1日 - 一般国道417号を指定施行。これに伴い主要地方道の鯖江藤橋線と四ケ浦神明線を廃止[注釈 9]。大垣揖斐川線（岐阜県道55号）は一般国道417号に昇格しなかった区間があったことから廃止されなかった。
- 1983年（昭和58年）1月28日 - 岐阜県が県道55号大垣揖斐川線を廃止、残存区間は岐阜県道・愛知県道18号大垣一宮線に編入。
- 2002年（平成14年）10月18日 - 河内田代バイパスが全線供用開始。
- 2006年（平成18年）9月22日 - 徳山バイパスが全線供用開始。
- 2007年（平成19年）6月11日 - 青野鎌坂バイパスが全線供用開始。
- 2017年（平成29年）3月31日 - 鯖江市内で国道417号の道路網が変更[9]。
- 2018年（平成30年）11月17日 - 横山鶴見バイパスが全線供用開始。
- 2023年（令和5年）11月19日 - 冠山峠道路が開通、全区間が繋がり通年通行可能となる[3][10]。
- 2024年（令和6年）
  - 11月1日 - 起点が（新）河間（がま）交差点に変更[11]。
  - 11月24日 - 板垣坂バイパスが全線供用開始[12]。

## 路線状況

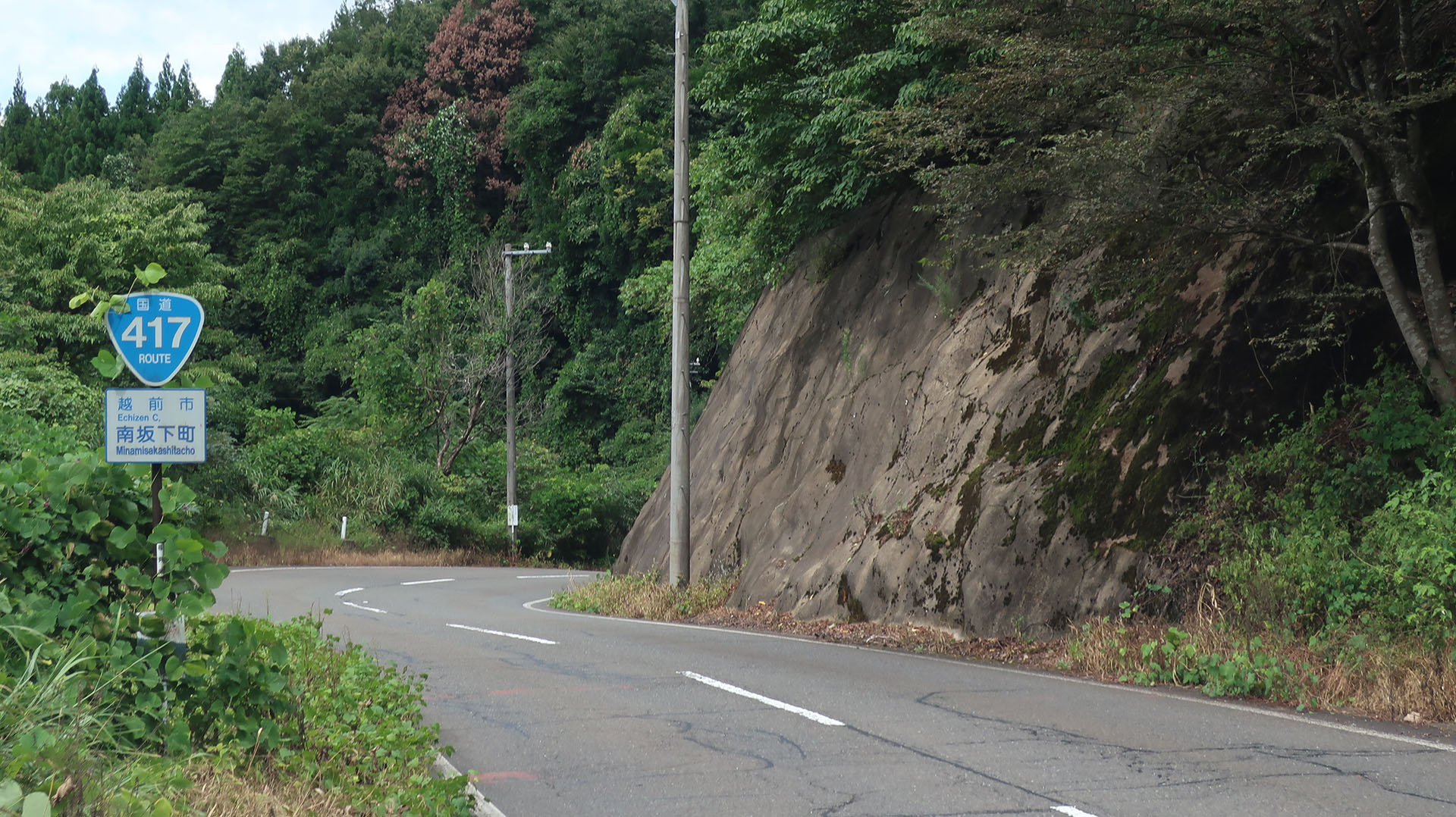
福井県越前市南坂下町
（2020年9月撮影）

岐阜県揖斐郡揖斐川町三輪から18 km近く重複する国道303号と横山ダム付近で別れた国道417号は、揖斐川沿いから日本最大の貯水量を誇る徳山ダムに向かって延びている。岐阜県側からは、徳山ダムの建設で付け替えられた新道区間があり、ダムの手前で橋梁やトンネルが連続する。計画から50年をかけた徳山ダム建設によって付け替えられた旧道は、徳山村の全村とともにダム湖に沈んでいる。その先はかつて岐阜県と福井県の県境にある冠山によって分断されていたが、冠山峠道路の開通でトンネルにより結ばれ、点線国道は解消している。冠山峠道路の開通以前は、付け替え道路の最後のトンネルを抜けると、道路は直角にカーブして、川沿いのセンターラインがない狭隘道路である林道冠山線に続き、分断区間を迂回することができた。

### 別名
- 短大通り（大垣市） - 沿線の大垣女子短期大学に由来
- 西濃こでまり街道（大垣市、揖斐川町、岐阜県池田町）
- 美濃越前桜街道（揖斐川町）
- 嚮陽通り（鯖江市）
- 西縦貫線（鯖江市）
- 泰澄通り（鯖江市）

### バイパス

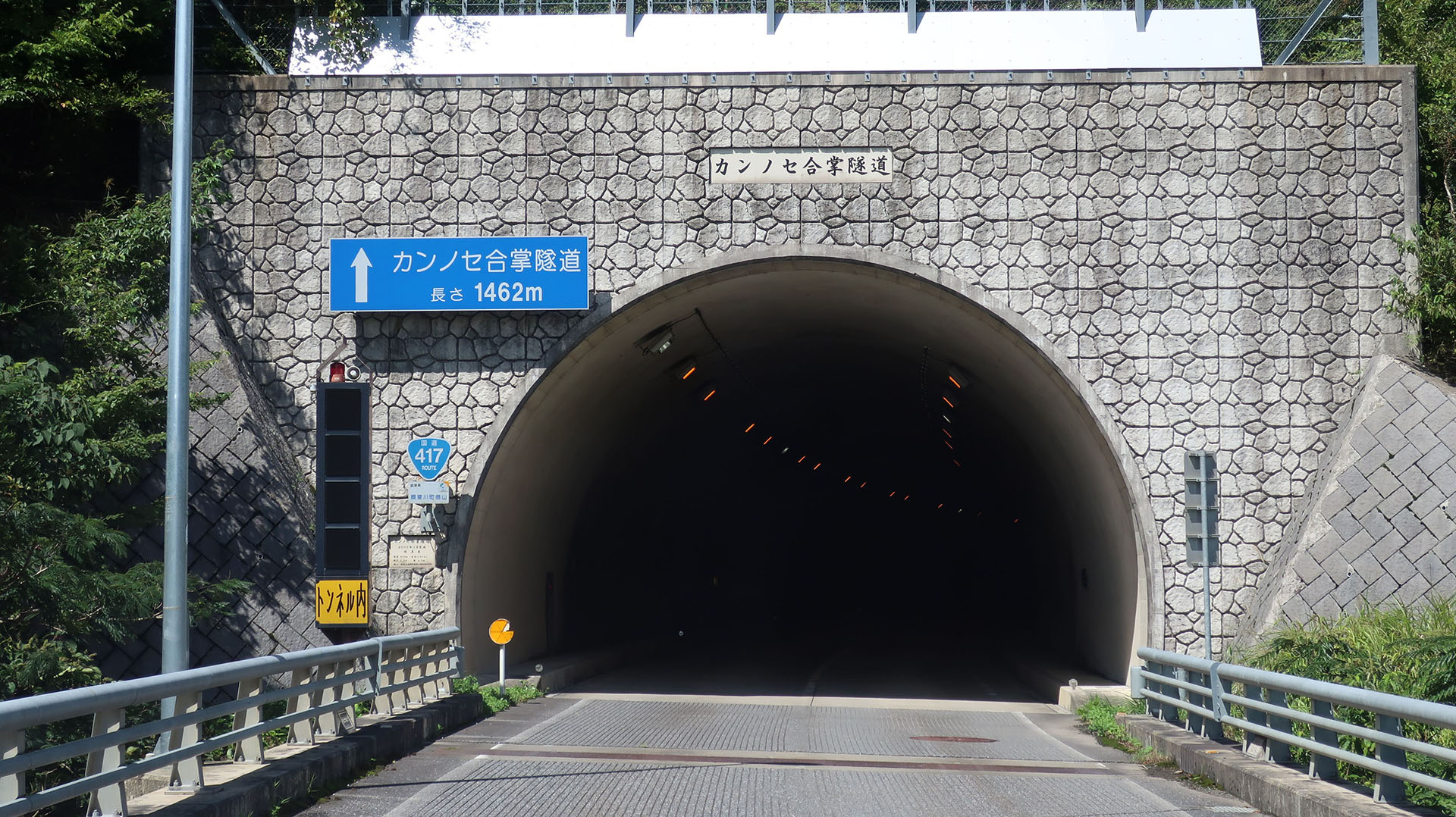
徳山バイパス
（カンノセ合掌隧道）
岐阜県揖斐郡揖斐川町徳山

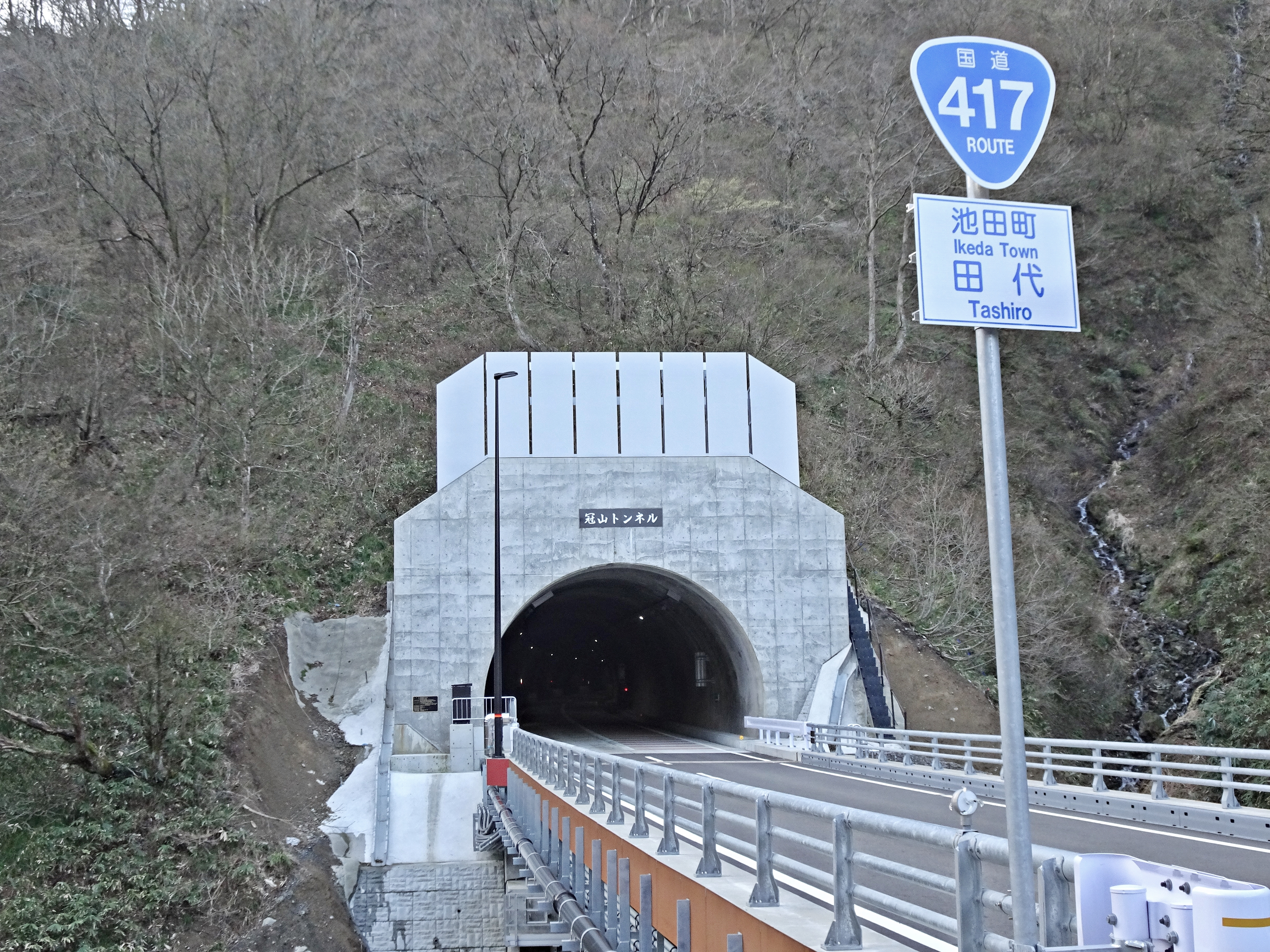
冠山トンネル開口部
（福井県今立郡池田町側）

- 横山鶴見バイパス（揖斐川町）[14]
  - 延長1.3 km、幅員7.0 mのバイパスで2018年（平成30年）11月17日に全線供用開始した。川尻橋・川尻トンネルを含む。
- 徳山バイパス（揖斐川町）
- 冠山峠道路（揖斐川町 - 福井県池田町）
- 河内田代バイパス（福井県池田町）
- 板垣坂バイパス（福井県池田町 - 越前市）
- 青野鎌坂バイパス（越前町）

なお、板垣坂バイパスを除く各区間は、すでに並行する従前の現道の国道旧道または市町道への格下げあるいは道路廃止に伴い現道化されている。

### 重複区間
- 岐阜県
  - 国道303号（揖斐郡揖斐川町）
- 福井県
  - 国道476号（今立郡池田町）
  - 国道365号（丹生郡越前町）
  - 国道305号（丹生郡越前町 - 南条郡南越前町（終点））

### 道路施設

#### 主な橋梁

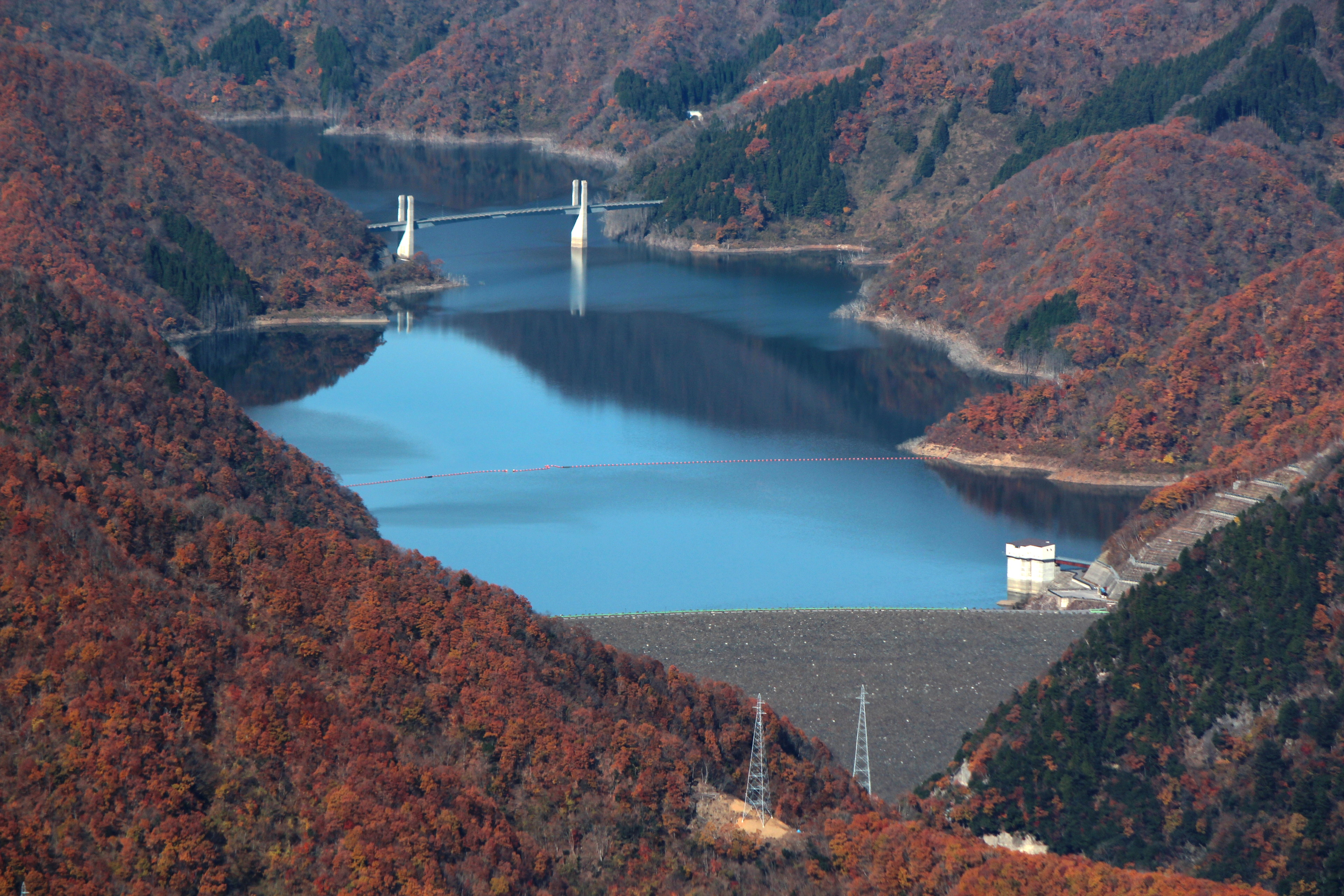
花房山から望む、徳山ダムと徳之山八徳橋（2012年11月撮影）

- 赤坂大橋（杭瀬川、岐阜県大垣市赤坂町）
- 脛永橋（粕川、同県揖斐郡揖斐川町）
- 岡島橋（揖斐川、同上）
- 川尻橋[注釈 10]（揖斐川、同上、橋長191.5 m[14]）
- 徳之山八徳橋（徳山ダム、同上）
- 糺橋（日野川、福井県鯖江市）

#### トンネル
- 川尻トンネル（岐阜県揖斐郡揖斐川町）
- 池太沢夜叉隧道（同上）
- 境の尾一里岩隧道（同上）
- 大徳之山隧道（同上）
- 道場山隧道（同上）
- 漆原乙女隧道（同上）
- 洞山鬼岩隧道（同上）
- 本郷カンタク隧道（同上）
- カンノセ合掌隧道（同上）
- 櫨原義徳隧道（同上）
- 塚白椿隧道（同上）
- 塚宮ケ原トンネル（同上）[19]

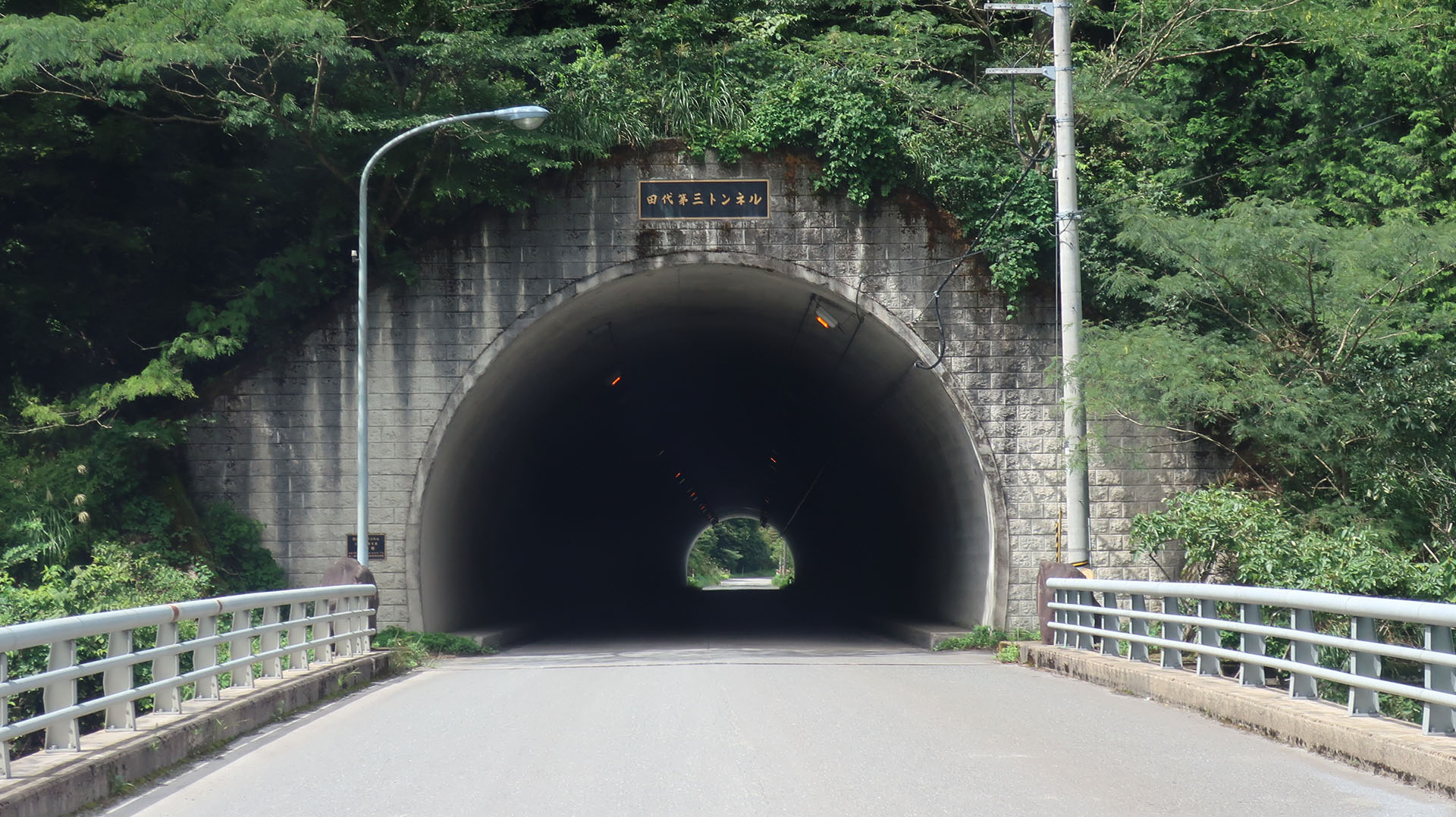
河内田代バイパス
（田代第三トンネル）
福井県今立郡池田町田代

- 冠山トンネル（岐阜県揖斐郡揖斐川町 - 福井県今立郡池田町）[19]
- 田代第三トンネル（福井県今立郡池田町）
- 田代第二トンネル（同上）
- 田代第一トンネル（同上）
- 板垣トンネル（現道：福井県今立郡池田町 - 越前市）
- 鳥越トンネル（現道：福井県越前市）
- 新板垣トンネル（新道：福井県今立郡池田町 - 越前市）

#### 道の駅
- 岐阜県
  - 星のふる里ふじはし（揖斐郡揖斐川町、国道303号重複区間内）
- 福井県
  - 西山公園（鯖江市） - 面する道路の国道指定は解除され、鯖江市道となっている。
  - パークイン丹生ケ丘（丹生郡越前町）
  - 越前（丹生郡越前町、国道305号重複区間内） - 面する道路の国道指定は解除され、越前町道（漁火街道）となっている。

#### 道のオアシス
- 福井県
  - フォーシーズンテラス（今立郡池田町志津原） - 物産・飲食・観光情報を提供するセンターハウスと、グリーンパーク（芝生広場）、イベントスペース等の公園エリアが併設された観光交流施設。2024年（令和6年）4月27日オープン[20][21]。

### 冬季通行止区間
- 福井県今立郡池田町板垣 - 同県越前市南坂下町＜現道＞

2024年より設定。毎年12月半ば頃 - 翌年春、迂回路は本路線新道（板垣坂バイパス）。

## 地理

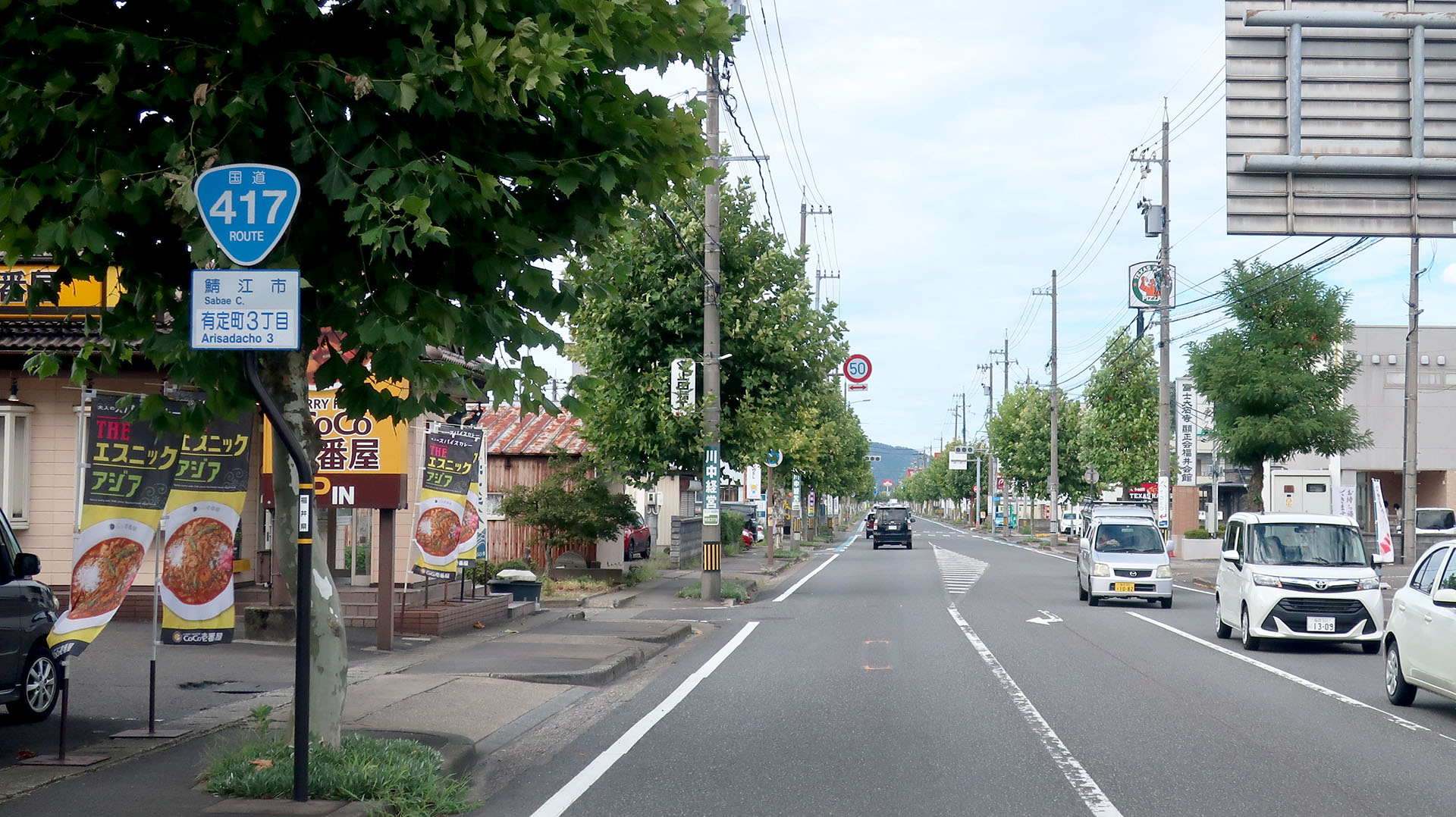
福井県鯖江市有定町3丁目
（2020年9月撮影）

### 通過する自治体
- 岐阜県
  - 大垣市 - 揖斐郡池田町 - 揖斐郡揖斐川町
- 福井県
  - 今立郡池田町 - 越前市 - 鯖江市 - 丹生郡越前町 - 南条郡南越前町

### 交差する道路
岐阜県
- 国道21号（大垣市起点・河間交差点・大垣市中野町）
- 岐阜県道18号大垣一宮線（大垣市起点・河間交差点・大垣市笠縫町）
- 岐阜県道216号赤坂垂井線（池尻町交差点・大垣市池尻町）
- 岐阜県道216号赤坂垂井線（旧道・赤坂大橋西交差点・大垣市赤坂町）
- 岐阜県道217号赤坂神戸線（赤坂新橋西交差点・大垣市赤坂町）
- 岐阜県道53号岐阜関ケ原線（下八幡広見橋交差点・揖斐郡池田町八幡）
- 岐阜県道256号霞間ヶ谷線（池野駅西交差点・揖斐郡池田町池野）
- 岐阜県道269号池野停車場線（池野駅西交差点・揖斐郡池田町池野）
- 岐阜県道254号藤橋池田線（本郷北交差点・揖斐郡池田町本郷）
- 岐阜県道273号池田揖斐川大野線（脛永溝口交差点・揖斐郡揖斐川町脛永）
- 岐阜県道261号脛永万石線（脛永橋南交差点・揖斐郡揖斐川町脛永）
- 岐阜県道32号春日揖斐川線（下岡島交差点・揖斐郡揖斐川町下岡島）
- 国道303号（上新町交差点・揖斐郡揖斐川町三輪）
  - 岐阜県道251号揖斐川谷汲山線（上新町交差点・揖斐郡揖斐川町三輪）
- 国道303号（揖斐郡揖斐川町東横山）
- 岐阜県道270号藤橋根尾線（揖斐郡揖斐川町徳山）

福井県
- 現道
  - 本路線旧道合流分岐（今立郡池田町田代）
  - 国道476号（今立郡池田町市 -<重複>- 同町上荒谷）
  - 本路線新道（板垣坂バイパス）分岐合流（今立郡池田町板垣）
  - 福井県道248号武生池田線（越前市入谷町）
  - 本路線新道（板垣坂バイパス）合流分岐（越前市南坂下町）
  - 福井県道2号武生美山線（越前市今立総合支所前交差点 -<重複>- 越前市定友交差点）
  - 福井県道25号福井今立線（越前市本町交差点）
  - 福井県道198号池泉今立線（越前市二日市交差点）
  - 福井県道194号西尾鯖江停車場線（鯖江市下新庄町）
  - 国道8号（福井バイパス）（鯖江市東鯖江交差点）
  - 福井県道134号鯖江停車場線（鯖江市本町）
  - 福井県道104号鯖江織田線（鯖江市有定町）
  - 福井県道229号福井鯖江線（鯖江市糺町交差点）
  - 福井県道189号青野鯖江線（鯖江市北野町）
  - 福井県道188号石田家久停車場線（鯖江市石田上町）
  - 旧丹南広域農道（鯖江市川去町・朝日大橋東交差点）
  - 福井県道28号福井朝日武生線（丹生郡越前町西田中交差点）
  - 福井県道184号別所朝日線（丹生郡越前町朝日交差点）
  - 福井県道187号寺朝日線（丹生郡越前町朝日交差点）
  - 福井県道189号青野鯖江線（丹生郡越前町金谷交差点）
  - 福井県道263号糸生宮崎線（丹生郡越前町茱原）
  - 国道365号（丹生郡越前町織田北交差点 -<重複>- 丹生郡越前町梅浦交差点）
  - 福井県道3号福井大森河野線（丹生郡越前町織田北交差点 -<重複>- 丹生郡越前町織田交差点）
  - 国道305号（丹生郡越前町梅浦交差点 -<重複>- 南条郡南越前町桜橋交差点）
  - 国道8号（丹生郡南越前町終点・桜橋交差点）
- 新道
  - 主要接続路線は先述の本路線現道のみ。
- 旧道
  - 林道冠山線（今立郡池田町田代）
  - 本路線現道（今立郡池田町田代）

### 峠
- 冠山峠（代替道路である林道冠山線上）
- 板垣峠

## 備考
かつては国道21号との交点だった（旧）河間（がま）交差点が起点だったが、2023年（令和5年）10月29日に河間交差点の位置が東へ約40 m移動して都市計画道路神田神戸線（大垣市道中野西之川1号線）と岐阜県道18号大垣一宮線との交差点となった。国道417号は河間交差点での接続ではなくなり、起点から国道417号へは国道21号の米原・垂井方面からしか入れない状態だった。
2024年（令和6年）11月1日、起点から池尻交差点までの区間のルートが変更され、起点が（新）河間交差点へ変更、都市計画道路神田神戸線（短大通り）および都市計画道路昼飯大島線が新たな国道417号となった。